# Ел Ланглуа
Ел Ланглуа (фр. Al Langlois; 6 листопада 1934, Мейгог, Квебек — 19 вересня 2020) — канадський хокеїст, що грав на позиції захисника.

## Ігрова кар'єра
Професійну хокейну кар'єру розпочав 1955 року.
Протягом професійної клубної ігрової кар'єри, що тривала 13 років, захищав кольори команд «Монреаль Канадієнс», «Нью-Йорк Рейнджерс», «Детройт Ред-Вінгс» та «Бостон Брюїнс».